# Tienne
Tiennes zijn kalkrijke heuvels in het zuiden van de Famennestreek. Op deze Tiennes vinden we de typische plantengemeenschap van de kalkgraslanden.
De Tiennes zijn in feite restanten van fossiele koraalriffen. Toen België nog ter hoogte van de evenaar lag (door platentektoniek), heerste er een subtropisch klimaat. Het landschap was in een transgressiefase, met een ondiepe zee ter hoogte van de Famennestreek. Koraalriffen ontstonden dus in deze periode. 
Ze bestaan uit harde kalksteen, en eroderen dus veel minder snel dan het omliggende landschap. Hierdoor steken ze uit het landschap als heuvels.